# Larcasia minor
Larcasia minor là một loài trong họ Goeridae. Chúng phân bố ở miền Cổ bắc.